# Sterculia urens
Sterculia urens är en malvaväxtart som beskrevs av William Roxburgh. Sterculia urens ingår i släktet Sterculia och familjen malvaväxter. Utöver nominatformen finns också underarten S. u. thorelii.

## Bildgalleri

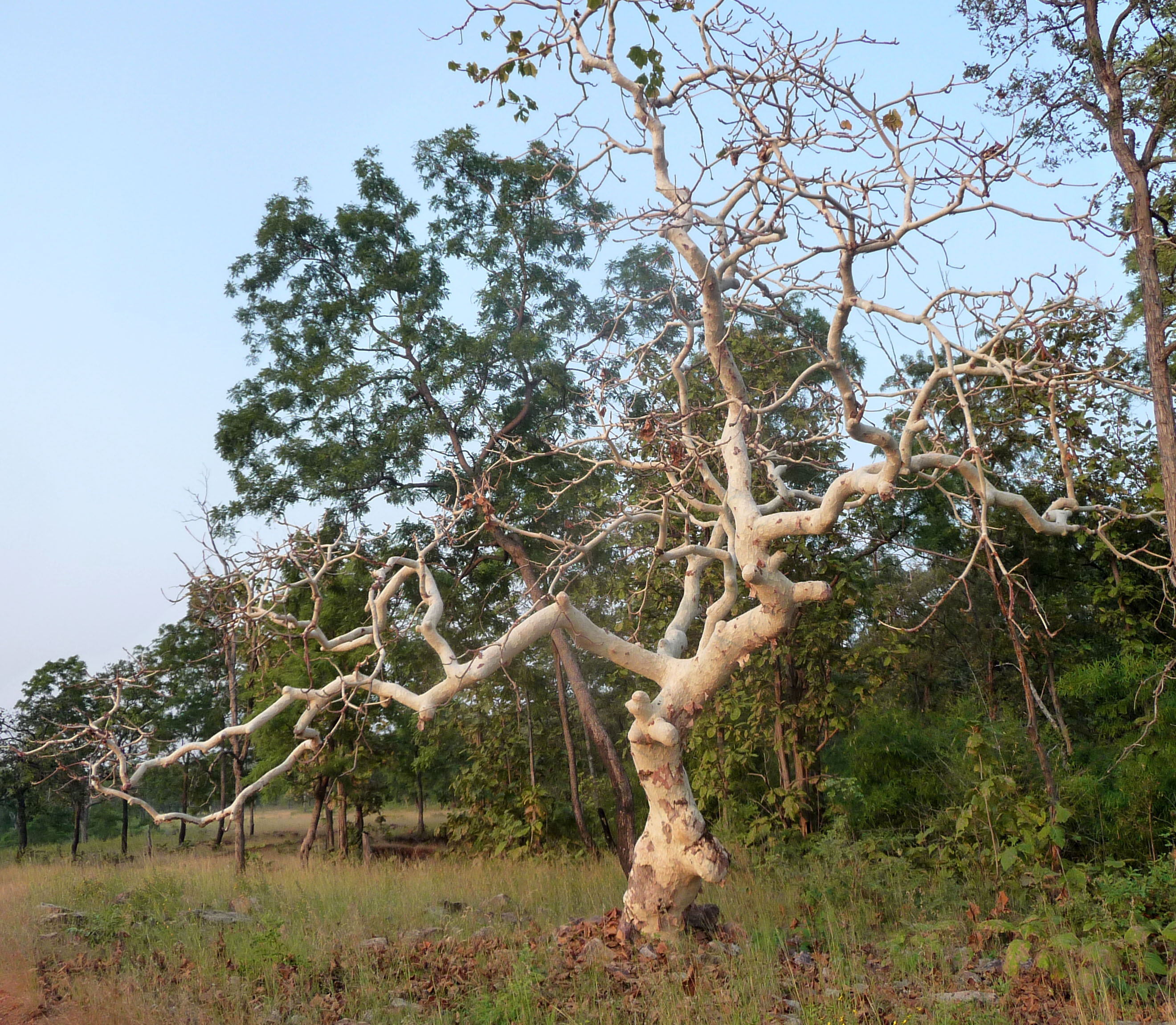
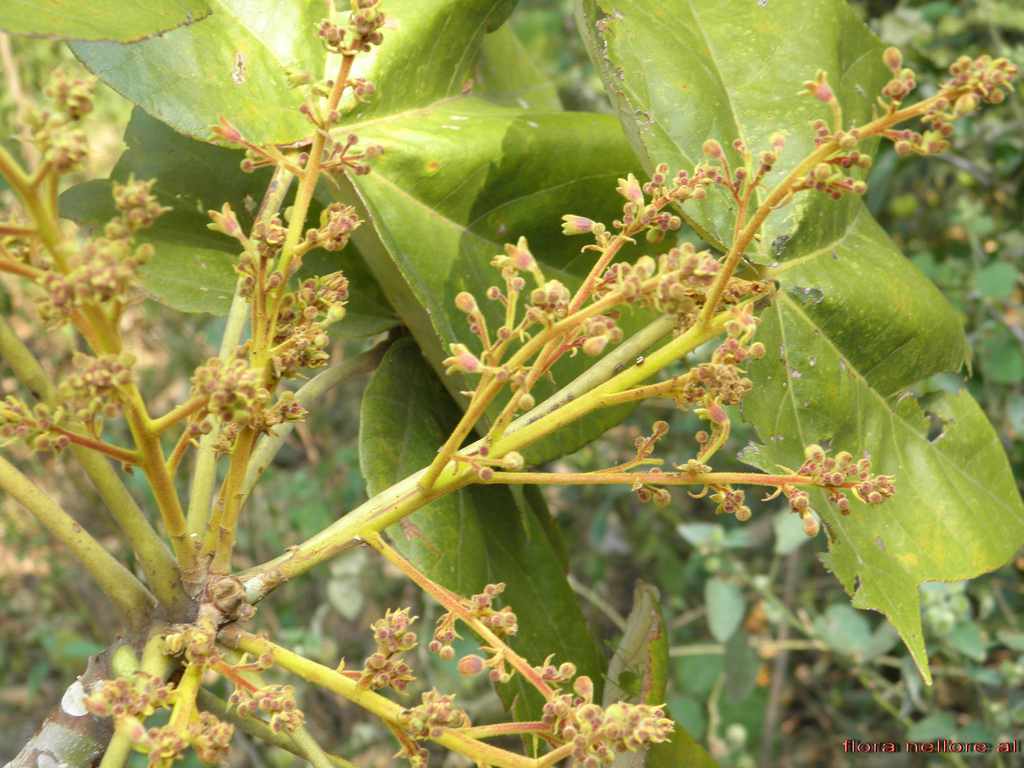
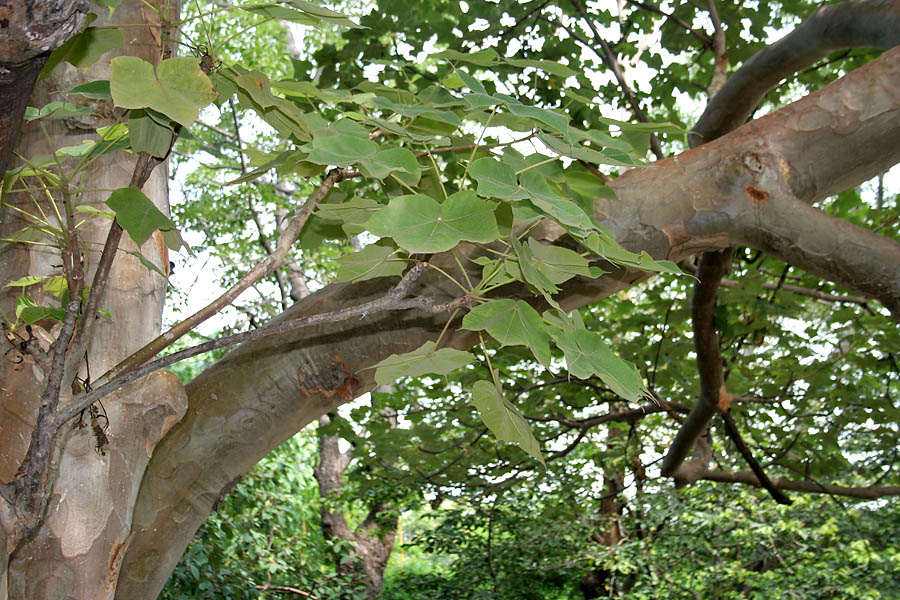
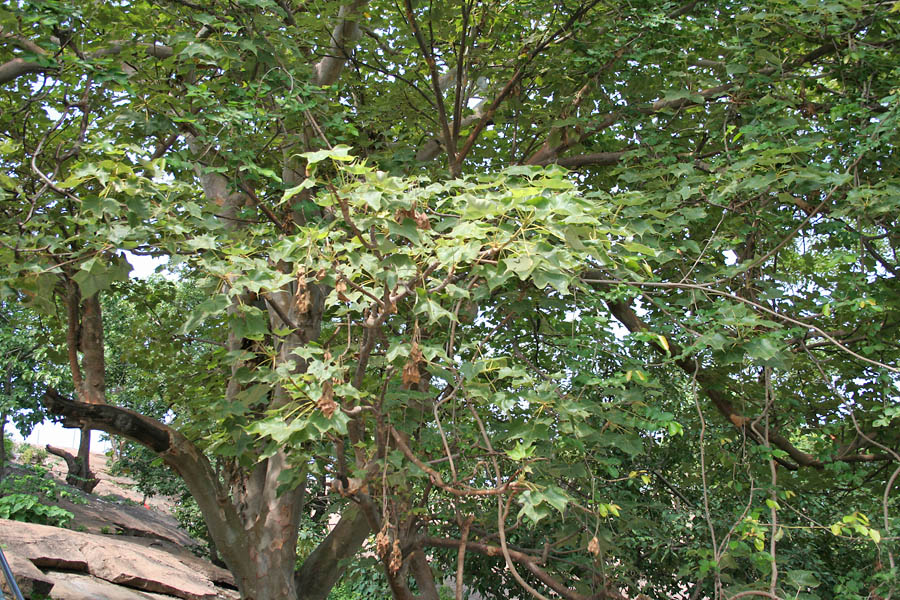
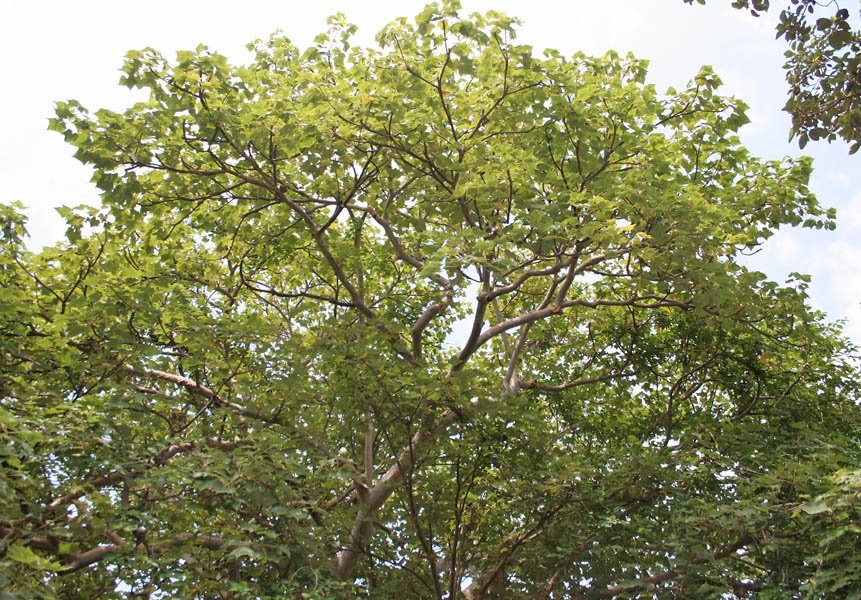
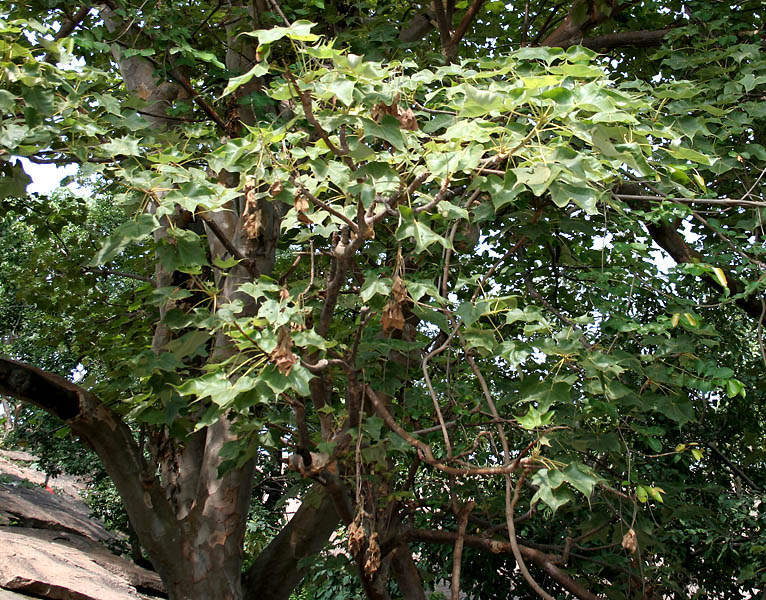